# 緒明菊三郎
緒明 菊三郎（おあけ きくさぶろう、1845年（弘化2年） - 1909年（明治42年）1月6日）は、江戸時代の船大工、造船技師。明治時代の実業家、経営者。

## 生涯
伊豆国下田の船大工の棟梁の緒明嘉吉の長男として生まれる。安政元年（1854年）9歳の時、船大工の父に伴われ戸田の港に赴き、ロシア帝国の軍艦であるディアナ号の艦長エフィム・プチャーチンの西洋型船舶建造の計画に加わった。日本最初の洋式船である君沢形の「戸田号」を建造した。
江戸時代には苗字がなかったが、平民苗字必称義務令のため「緒明」と名乗る。これは船大工で貧しかったころ、母が鼻緒作りの内職を明け方まで行っていたことによる。このため非常に珍しい名字となっている。1870年、東京府京橋区湊町に洋式の造船所を開業し、また副業として隅田川に架かる永代橋と両国橋間に小型の蒸気船を運航した。これはのちの「一銭蒸汽」の端緒を開いたともいわれている。しかし造船所が火災にあったため、1883年、当時陸軍省の所管であった品川沖第四砲台の跡地に大型木造船工場の緒明造船所を開き、事業を拡張した。同郷の上田寅吉から榎本武揚の知己を得た。榎本などとともに、日清戦争後の1897年6月、浦賀船渠株式会社の設立に参画した。平野富二の率いる石川島造船所と競争を重ねてゆくが、個人経営から造船工業の近代化に尽力したのである。
また戦争前後から海運業も営み、造船所で建造した「観音丸」を使用した。所有する汽船は3万トンに及んだ。邸宅を北品川に構え、入口の門を灯台の形にああやかり、この門を通して、第四台場にある緒明造船所を望見したという。緒明邸に至る道を緒明横町と呼んだ。明治42年1月6日死去。65歳。墓所は池上本門寺にある。養子の緒明圭造は東京横浜電鉄取締役を務めた。その子の緒明太郎も同社の取締役を務め、その養子の緒明泰平は静岡銀行取締役を務めた。